# Intocabilidad

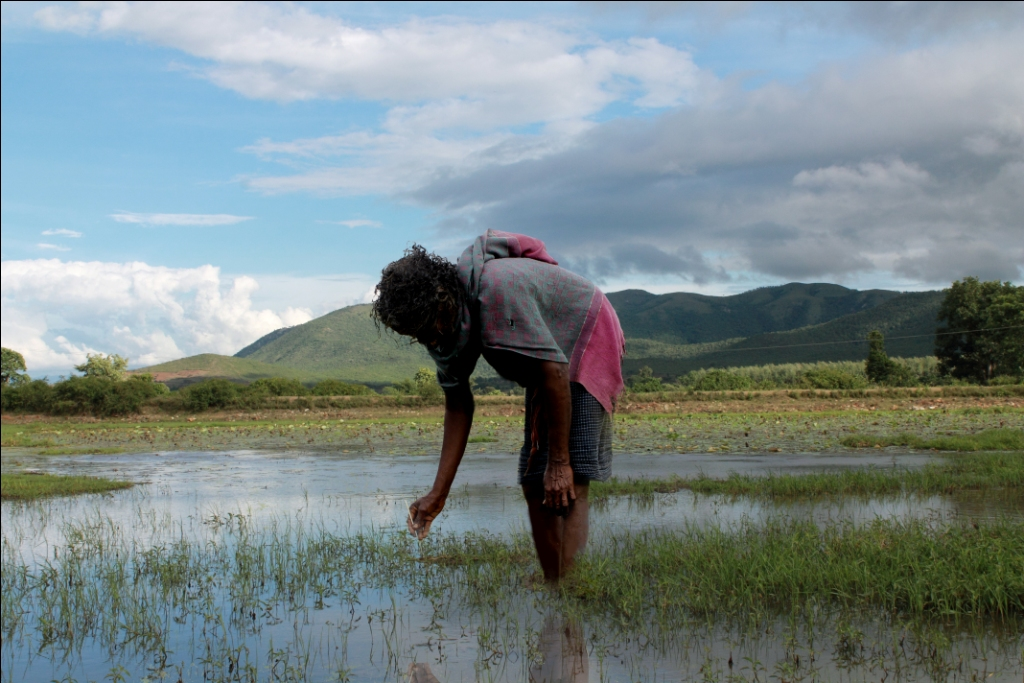
Una mujer Paniya cazando cangrejos en un arrozal

La intocabilidad es la práctica de excluir a un grupo de personas consideradas "intocables", como se indica en la literatura Hindú a personas de una "casta superior" o a personas excluidas del sistema de castas, lo que resulta en la segregación y las persecuciones por parte de las personas consideradas de una casta "superior".
El término se asocia comúnmente al tratamiento que reciben las comunidades dalit en el subcontinente indio, las cuales se consideran "sucias". El término también se utiliza para referirse a otros grupos, incluidos los Burakumin de Japón, los Baekjeong de Corea y los Ragyabpa del Tíbet, así mismo para los Romaníes y los agotes en Europa, y los Al-Akhdam en Yemen comúnmente, los grupos catalogados como intocables eran aquellos cuyos trabajos y hábitos implicaban actividades "sucias", como pescadores, recolectores, barrenderos o lavanderos.
Se cree que la intocabilidad fue mencionada por primera vez en el Dharmashastra, según el texto religioso Hindú, los intocables no fueron considerados una parte del sistema varna. Por lo tanto, no fueron tratados como los savarnas (Brahmins, Kshatriyas, Vaishyas y Shudras).
Debido a la discriminación que estas castas sufrieron en Nepal, el gobierno de Nepal abolió el sistema de castas y criminalizó cualquier tipo discriminación fundamentada en esto, incluyendo la "intocabilidad" desde 1963. Nepal anteriormente estuvo bajo una monarquía Hindú qué posteriormente sería abolida, el 28 de mayo de 2008, Nepal se declarado república, acabándolo con la monarquía Hindú, la discriminación basada en castas y la intocabilidad.
La intocabilidad es ilegal en India, Nepal y Pakistán. El origen de la intocabilidad y su historia es todavía un debate. B. R. Ambedkar Creía que la intocabilidad ha existido desde antes del 400 D.C Un estudio reciente realizado en varios hogares indios concluye que "a pesar de que es probable que no se denuncien estas prácticas de intocabilidad, el 70% de la población informó no realizar esta práctica. Esta es una señal esperanzadora"

## Origen

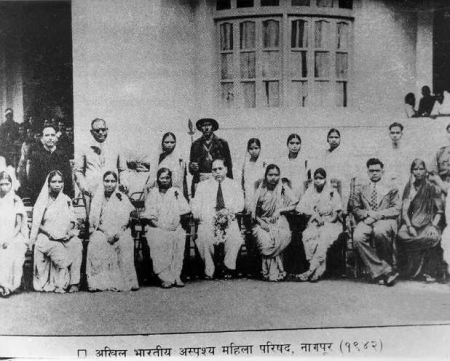
B. R. Ambedkar con los dirigentes y activistas de la conferencia de mujeres intocables de la India celebrada en Nagpur en 1942

Bhimrao Ramji Ambedkar, un reformista social indio y político que proviene de un grupo social que fue considerado intocable, teorizó que la intocabilidad se originó debido a la política deliberada de los Brahmanas. Según él, los Brahmanas despreciaban a las personas que dejaron el brahmanismo en favor del budismo. Después, otros académicos como Vivekanand Jha refutaron la hipótesis.
Nripendra Kumar Dutt, un profesor de historia, formuló que el concepto de intocabilidad se originó debido al tratamiento similar a los "parias" otorgado a las personas indígenas de la India por los primeros dravidianos, y el concepto fue tomado por los indoarios. Académicos como R. S. Sharma Han refutado esta hipótesis, argumentando que no hay ninguna evidencia de que los Dravidianos practicaron la intocabilidad antes de tener a contacto con los indoarios.
El etnólogo austriaco Christoph von Fürer-Haimendorf teorizó que la intocabilidad se originó por la estratificación social en las áreas urbanas de la civilización del valle del indo. Según esta teoría, los trabajadores más pobres involucrados en trabajos "sucios" como barrer o artesanías de cuero eran segregados y expulsados a la periferia de ciudad. Con el tiempo, el aseo personal fue asimilada con la "pureza", y el concepto de intocabilidad finalmente se extendió a áreas rurales. Después de la disminución de las ciudades del valle del indo, los intocables probablemente se extendieron a otras partes de la India. Académicos como Suvira Jaiswal refutaron esta teoría, argumentando que carece de evidencia, y no explica por qué el concepto de la intocabilidad es más pronunciado en áreas rurales.
El académico americano George L. Hart, basándose en su interpretación de textos en Tamil Antiguo como el Purananuru, rastreó el origen de la intocabilidad a la sociedad Tamil antigua. Según él, se pensaba que ciertos grupos ocupacionales estuvieron implicados en el control de fuerzas sobrenaturales malévolas; por ejemplo, Hart menciona a los paraiyars, quienes tocaban los tambores durante batallas u otros acontecimientos como nacimientos y fallecimientos. Las personas que pertenecían a estos grupos llegaron a ser segregadas por los demás, quiénes creían que eran "peligrosos y tenían el poder de contaminar a otros". Jaiswal rechaza la evidencia mostrada por Hart por ser "extremadamente débil" y contradictoria. Jaiswal Señala que los autores de los textos incluyeron varios Brahmanas (un hecho aceptado por Hart); así, la sociedad descrita en estos textos estaba bajo influencia Brahmánica, y podría haber tomado prestado el concepto de intocabilidad de ellos.
El antropólogo británico John Henry Hutton rastreó el origen de la intocabilidad al tabú de aceptar alimentos cocinados por alguien perteneciente a una casta diferente. El tabú probablemente se originó por diversas problemáticas con la sanidad y, en a largo plazo, condujo a otros prejuicios, como el tabú de casarse fuera de su casta. Jaiswal sostiene que esta teoría no puede explicar por qué diversos grupos sociales fueron aislados como si fueran intocables o se les otorgaron alguna clase social. Jaiswal también menciona que varios pasajes de los textos védicos indican que no había ningún tabú contra la aceptación de alimentos cocinados por alguien perteneciente a un varna o tribu diferente. Por ejemplo, algunos Shrauta Sutras ordenaban que el verdugo del sacrificio de Vishvajit debía vivir con los Nishadas (una tribu considerada intocable) durante tres días.
Varios académicos como Suvira Jaiswal, RS Sharma y Vivekanand Jha catalogan el desarrollo de la intocabilidad como posterior al establecimiento del varna y el sistema de castas. Jha señala que el texto védico con más antigüedad, Rigveda, no mencionaba la intocabilidad, e incluso textos védicos posteriores, que menosprecian a ciertos grupos como los Chandalas, estos textos no indican que la intocabilidad existiera en la sociedad de esa época. Según Jha, tiempo después, varios grupos empezaron a ser catalogadas como intocables, este hecho que alcanzó su punto máximo durante el 600-1200 d. C. Sharma formuló que el establecimiento de la intocabilidad surgió cuando las tribus aborígenes con "poca cultura material" y "sustento incierto" fueron consideradas impuras por las clases privilegiadas que despreciaban el trabajo manual y consideraban que la impureza se asociaba con "ciertos objetos". Según Jaiswal, cuando los miembros de los grupos aborígenes fueron asimilados a la sociedad brahmánica, los privilegiados intentaron afirmar su estatus superior al disociarse de sus contrapartes de estatus inferior, que gradualmente fueron catalogados como intocables.

## Características

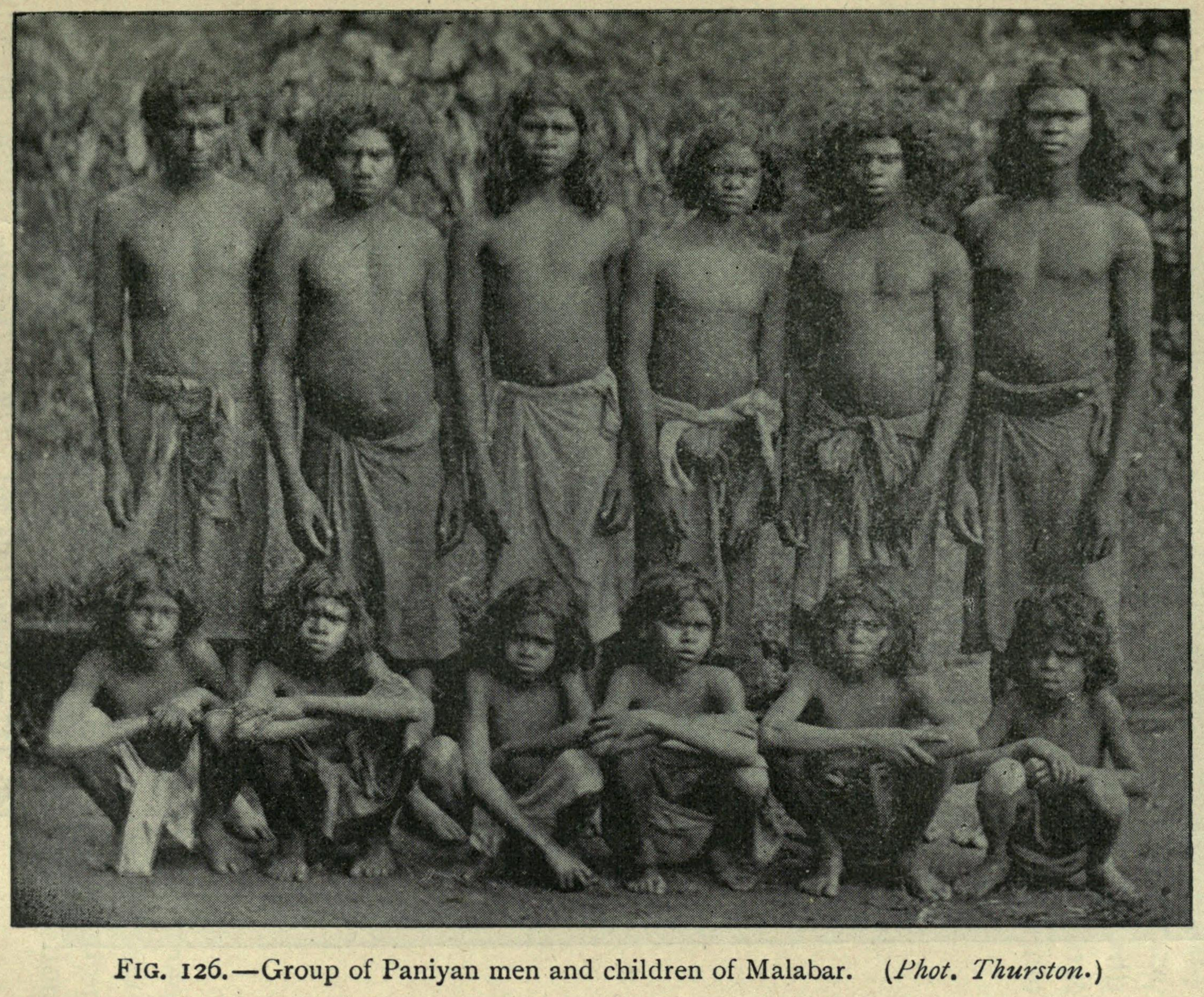
Personas consideradas como "intocables" en Malabar, Kerala (1906 D.C.)

Según la antropóloga Sarah Pinto, la intocabilidad en la India se aplica a personas cuyo trabajo se relaciona con "carne y fluidos corporales". Basado en las sanciones prescritas en la Ley de intocabilidad de 1955, las siguientes prácticas se han asociado con la intocabilidad en la India:
- Prohibición de comer con otros individuos.
- tazas separadas en puestos de té.
- Asientos y utensilios separados en restaurantes
- Segregación en la disposición de asientos y alimentos en presentaciones y festivales.
- Prohibición para ingresar a localizaciones de culto públicas.
- Prohibición de usar sandalias o portar paraguas frente a miembros de castas superiores.
- Prohibición para ingresar a hogares de miembros de otras castas
- Prohibición para usar los caminos comunes.
- Áreas de entierro / cremación separados
- Prohibición para el acceso a propiedades y recursos comunes / públicos (pozos, estanques, templos, etc. )
- Segregación (asientos separados) de los niños en las escuelas
- Trabajo forzado
- Boicots sociales por parte de otras castas por negarse a cumplir "deberes" [23]

## Acciones del gobierno indio
Cuando la India se independizó, activistas dalit comenzaron a sugerir electorados separados para los "intocables", con el fin de permitir una representación justa. Oficialmente llamada "Ley de Minorías", garantizaría la representación de sijs, musulmanes, cristianos e intocables en el gobierno indio. La ley fue apoyada por representantes británicos como Ramsay MacDonald. Según el libro Religiones en el mundo moderno, B. R. Ambedkar, que también apoyaba la Ley, era considerado el "líder intocable" quien puso su esfuerzo en eliminar los privilegios de las castas, que incluían cosas como la participación en festivales públicos y el acceso a los templos y rituales.

En ese momento, líderes nacionales como Gandhi se opusieron a la segregación dentro de la sociedad hindú. Y empezaron una huelga de hambre, citando que tal separación crearía una división dentro de la religión. En las Conferencias de la Mesa Redonda, proporcionó esta explicación para su razonamiento:
No me importa si los intocables, si así lo desean, se conviertan al Islam o al cristianismo. Debería tolerar eso, pero no puedo tolerar lo que le sucederá al hinduismo si hay dos divisiones establecidas en las aldeas. Los que hablan de derechos políticos de los intocables no conocen India, no saben cómo está constituida hoy la sociedad india y por eso quiero decir con todo el énfasis que puedo ordenarlo si yo fuera el único en soportarlo.
Gandhi logró cierto éxito a través de su huelga de hambre, sin embargo, los activistas dalit se enfrentaron a la presión de la población hindú para poner fin a su protesta. Las dos partes finalmente llegaron a un acuerdo en el que se aumentaría el número de electorados para los intocables tanto a nivel central como provincial, pero habría un electorado común.
En 1950 la constitución de la India legalmente abolió la práctica de la intocabilidad y proporcionó medidas de acción afirmativa en las instituciones educativas y servicios públicos para los Dalits y otros grupos sociales quiénes se están dentro del sistema de casta. Estos fue complementado con cuerpos oficiales como la Comisión Nacional para Planificó Castas y Planificó Tribus.
A pesar de esto, casos de discriminación contra los Dalits seguían ocurriendo en algunas áreas rurales, cuando se evidencio en diversos acontecimientos como en la masacre de Kherlanji .

## En otros lugares
- Francia: Los cagots fueron un grupo histórico de "intocables" en Francia;

- Corea: Baekjeong fueron un grupo de "intocables” en Corea quiénes tradicionalmente trabajaron como verdugos o carniceros;[26]

- Japón: Burakumin;

- Yemen: Al-Akhdam;

- Tibet: Ragyabpa;

- Nigeria: Ohuhu y los Osu.